# Polypodium sanctae-rosae
Polypodium sanctae-rosae là một loài thực vật có mạch trong họ Polypodiaceae. Loài này được (Maxon) C. Chr. miêu tả khoa học đầu tiên năm 1913.